# Apogeum (album)
Apogeum – czwarty album grupy Ascetoholix. Wydawnictwo ukazało się 13 marca 2003 roku nakładem wytwórni muzycznej UMC Records. W ramach promocji zostały zrealizowane teledyski do utworów „Na spidzie”, „Plany” oraz „Suczki”. Album został w większości wyprodukowany przez członka zespołu Donia, a także Tabba i DJ-a Zel. Scratche wykonali DJ Story, DJ SPH i DJ Decks. Z kolei wśród gości na płycie znaleźli się Fu, Pono, Pięć Dwa Dębiec, Mezo oraz Szad. Dodatkowe partie wokalne wykonały Sandra Skowrońska oraz Iza, związana z tercetem 2ND.

## Lista utworów
Opracowano na podstawie materiału źródłowego.
1. Ascetoholix – „Intro” (produkcja: Doniu) – 00:50
2. Doniu, Kris, Liber – „Coś tam jest” (produkcja: Doniu, scratche: DJ Story) – 03:21
3. Doniu, Kris, Liber – „Sprzeciw czy za?” (gościnnie: Iza, produkcja: Doniu) – 03:44
4. Doniu, Kris, Liber – „Na spidzie” (produkcja: Doniu, scratche: DJ Story) – 02:59
5. Doniu, Kris, Liber – „O trzech takich...” (produkcja: Doniu) – 04:25
6. Ascetoholix – „Skit Feel good” (produkcja: Doniu) – 00:31
7. Doniu, Kris, Liber – „Każdy ma swój oldschool” (produkcja: Doniu, scratche: DJ Story) – 03:36
8. Doniu, Liber – „Azyl” (gościnnie: Fu, Pono, produkcja: Tabb, scratche: DJ Story) – 03:51
9. Doniu, Kris, Liber – „Plany” (produkcja: Doniu, scratche: DJ Story) – 03:45
10. Liber – „Szczyt” (produkcja: Doniu, RDW, scratche: DJ Story) – 02:43
11. Doniu, Kris, Liber – „Gra świateł” (produkcja: Doniu, scratche: DJ Story) – 03:04
12. Doniu, Liber – „Suczki” (gościnnie: Mezo, Szad, produkcja: DJ Zel, Doniu, scratche: DJ SPH) – 04:59
13. Doniu, Kris, Liber – „Kraj raj” (produkcja: Doniu, scratche: DJ Story) – 04:05
14. Doniu, Kris, Liber – „Niesmak” (gościnnie: Iza, produkcja: Doniu, scratche: DJ Story) – 02:48
15. Ascetoholix – „Skit – Emeryt” (produkcja: Doniu) – 00:14
16. Kris – „Złapać pion” (produkcja: Doniu, scratche: DJ Decks) – 02:43
17. Doniu, Kris, Liber – „(Ś)wiadomości” (gościnnie: Pięć Dwa Dębiec, produkcja: Doniu, scratche: DJ Decks) – 05:14
18. Doniu, Kris, Liber – „WLKP” (gościnnie: Iza, produkcja: Doniu) – 03:38
19. Doniu – „Prośba” (gościnnie: Sandra, produkcja: Doniu, scratche: DJ Story) – 03:22